# Johan Falk: Slutet
Johan Falk: Slutet, es una película de acción estrenada el 6 de agosto de 2015 dirigida por Richard Holm. 
La película es la última entrega de la franquicia y forma parte de las películas de Johan Falk.

## Sinopsis
El Grupo de Investigaciones Especiales conocido como el "GSI", trata de resolver un problema con la mafia de Europa del Este, quienes están amenazando a la familia del oficial Johan Falk. 
Mientras tanto sus compañeros de equipo encuentran unos papeles que son críticos en la persecución y aprensión de una gran red criminal multinacional.

## Personajes

### Personajes principales
| Actor            | Personaje                | Ocupación                          | Estado   | Causa                               |
| ---------------- | ------------------------ | ---------------------------------- | -------- | ----------------------------------- |
| Jakob Eklund     | Johan Falk               | Oficial de la Unidad GSI           | Incierto | torturado                           |
| Jens Hultén      | Seth Rydell              | Gángster / Informante              | Vivo     | -                                   |
| Meliz Karlge     | Sophie Nordh             | Líder y Oficial de la Unidad GSI   | Viva     | -                                   |
| Mårten Svedberg  | Vidar Pettersson         | Oficial de la Unidad GSI           | Vivo     | -                                   |
| Peter Franzén    | Milo Mikhailov           | Criminal                           | Muerto   | asesinado a disparos por la policía |
| Alexander Karim  | Niklas Saxlid            | Oficial de la Unidad GSI           | Vivo     | -                                   |
| André Sjöberg    | Dick Jörgensen           | Oficial de la Unidad GSI           | Vivo     | -                                   |
| Fredrik Dolk     | Peter Kroon              | Detective Inspector                | Vivo     | -                                   |
| Zeljko Santrac   | Matte                    | Oficial de la Unidad GSI           | Vivo     | -                                   |
| Ivars Auzins     | Valdo                    | Criminal                           | Vivo     | arrestado por sus crímenes          |
| Marie Richardson | Helén Andersson-Falk     | Esposa de Johan                    | Viva     | -                                   |
| Maria Hörnelius  | Franzén                  | Jefa de Funciones de la Unidad GSI | Viva     | -                                   |
| Mikael Tornving  | Patrik Agrell (imágenes) | Oficial de la Unidad GSI           | Muerto   | -                                   |

### Personajes secundarios
| Actor                   | Personaje                | Ocupación                                    | Estado | Causa                                                  |
| ----------------------- | ------------------------ | -------------------------------------------- | ------ | ------------------------------------------------------ |
| Christian Brandin       | Conny Lloyd              | Gángster / Miembro del Grupo de Seth         | Vivo   | -                                                      |
| Micke Spreitz           | Danne                    | Gángster / Miembro del Grupo de Seth         | Vivo   | -                                                      |
| Magnus Roosmann         | Olof Fredrixon           | Abogado de la Mafia                          | Vivo   | arrestado por sus crímenes                             |
| Magnus Mark             | Jann Ossian              | Jefe de Investigaciones Internas             | Muerto | asesinado a disparos por la mafia                      |
| Erik Bolin              | Håkan Ullbrandt          | Oficial / Jefe de Control Interno            | -      | -                                                      |
| Sanna Ekman             | Linnea Roswall           | Oficial                                      | Viva   | -                                                      |
| Nicole Marouki          | Sarah Nordh              | Hija de Sophie                               | Viva   | -                                                      |
| Loana Masic             | Emelie Nordh             | Hija de Sophie                               | Viva   | -                                                      |
| Alvina Nilsson          | Luna Rydell              | Hija de Seth                                 | Viva   | -                                                      |
| Hanna Alsterlund        | Nina Andersson Falk      | -                                            | Viva   | -                                                      |
| Jonas Bane              | Bill                     | Novio de Nina                                | Vivo   | -                                                      |
| Isidor Alcaide Backlund | Ola Falk                 | Hijo de Johan                                | Vivo   | -                                                      |
| Ivars Puga              | Sevathian                | -                                            | -      | -                                                      |
| Lauris Subatnieks       | Uldis Grislis            | Comisionado de Homicidios de Riga (corrupto) | Vivo   | -                                                      |
| Johan Hedenberg         | Örjan Bohlin             | -                                            | Muerto | asesinado luego de ser torturado por rusos             |
| Christian Magdu         | Dimitri                  | Criminal del Grupo de "La Rusa"              | Muerto | asesinado a tiros por Johan para proteger a su familia |
| Mikael Brolin           | Vladimir                 | Criminal del Grupo de "La Rusa"              | Muerto | asesinado a tiros por Johan para proteger a su familia |
| Malgorzata Pieczynska   | "La Rusa"                | Criminal                                     | Muerta | asesinada a disparos por Johan luego de atacarlo       |
| Jurek Sawka             | Giorgadze                | -                                            | -      | -                                                      |
| Dimitri Laisha          | Yaakov                   | -                                            | -      | -                                                      |
| Vladimir Dikanski       | Ivan                     | -                                            | -      | -                                                      |
| Pelle Bolander          | Erik Davoda              | Líder de la Mafia Rumana                     | Vivo   | arrestado por sus crímenes                             |
| Evgeni Leonov           | Kaganovich               | -                                            | -      | -                                                      |
| Zoltan Hack             | Kliment                  | -                                            | -      | -                                                      |
| Michel Ersoy            | Leonid                   | -                                            | -      | -                                                      |
| Vendela Lundberg        | Linda                    | Recepcionista de Fredrixon                   | Viva   | -                                                      |
| Mikael Holm             | -                        | Oficial                                      | -      | -                                                      |
| Jonas Widholm           | -                        | Oficial                                      | -      | -                                                      |
| Rania Shemoun Olsson    | -                        | Reportera de TV4                             | -      | -                                                      |
| Aliette Opheim          | Madeleine "Madde" Wiik   | Criminal / ex-Novia de Milo                  | Viva   | huyó con su hijo                                       |
| Leo Wande               | Mikael "Micke" Mikhailov | Hijo de Milo y Madde                         | Vivo   | se fue con su madre Madde                              |

## Producción
La película fue dirigida por Richard Holm, escrita por Viking Johansson, con el apoyo de los escritores Anders Nilsson y Joakim Hansson en la historia, argumento, concepto y personajes.
Producida por Joakim Hansson, con la participación del productor creativo Anders Nilsson.
La música estuvo bajo el cargo de Bengt Nilsson, mientras que la cinematografía en manos de Andreas Wessberg.
Filmada en Estocolmo, Condado de Estocolmo y en Gotemburgo, Västra Götaland, en Suecia.
La película fue estrenada el 6 de agosto del 2015 en internet y el 24 de agosto del mismo año con una duración de 1 hora 43 minutos, en Suecia.	
La película contó con el apoyo de las compañías productoras "Strix Drama", "TV4 Sweden" (coproducción), "Zweites Deutsches Fernsehen (ZDF)" (coproducción) y "Aspekt Telefilm-Produktion GmbH" (coproducción). La película fue distribuida por "Nordisk Film" en 2015 (Suecia).